# Cerveza Indio
Cerveza Indio es el nombre de una cerveza mexicana de la Cervecería Cuauhtémoc Moctezuma creada en Nuevo León, México en 1893. Originalmente, fue llamada “Cuauhtémoc” inspirada en El último emperador Azteca, con su imagen en la etiqueta y fue a partir de que la gente solía referirse a ella como “la del indio” que en 1905 cambió de nombre a  “Cerveza Indio”.

## Producción

### Cerveza Indio
Los ingredientes que la conforman son malta caramelo, maíz y cebada, lo que le dan el color y aroma suave que caracteriza a las cervezas oscuras y que reducen su nivel de amargor. Con un grado alcohólico de 4.1% (4% en 2011 según Profeco) y color oscuro, se distribuye en cuatro presentaciones: latón (473 ml), media retornable (325 ml) media desechable y caguamón (1.18 L). Tiene 50 calorías por cada 100 mililitros.

### Cerveza Pilsner Plata
Es una cerveza lager, de color dorado, clara y brillante, cuyo perfil aromático destaca el lúpulo noble más que a la malta. El cilantro da un toque de frescura y su sabor se suaviza gracias al maíz y el agave azul que la componen. Maneja el mismo grado alcohólico de 4.1% y color claro. Tiene tres presentaciones: latón (473 ml), media retornable (325 ml) y caguamón (1.18 L). La marca decidió crear esta variante al saber que un 20% de las y los consumidores de cerveza en México prefieren cerveza oscura y 80% clara.